# ولاديسلاو أندرس
ولاديسلاو أندرس (بالبولندية: Władysław Anders)‏ (و. 1892 – 1970 م) هو ضابط، وسياسي من بولندا .

## روابط خارجية
- ولاديسلاو أندرس على موقع الموسوعة البريطانية (الإنجليزية)
- ولاديسلاو أندرس على موقع مونزينجر (الألمانية)
- ولاديسلاو أندرس على موقع ديسكوغز (الإنجليزية)